# Barra
Barra (gael nyelven Barraigh, Eilean Bharraigh,  kiejtés: IPA:ˈparˠaj, ˈelan ˈvarˠaj; „Barr szigete”, Szent Barr után) egy döntően gael nyelvű sziget és – eltekintve a közeli Vatersay-től (mellyel egy töltésút köti össze) – egyben a skóciai Külső-Hebridák (Na h-Eileanan Siar) legdélibb lakott szigete.

## Földrajz

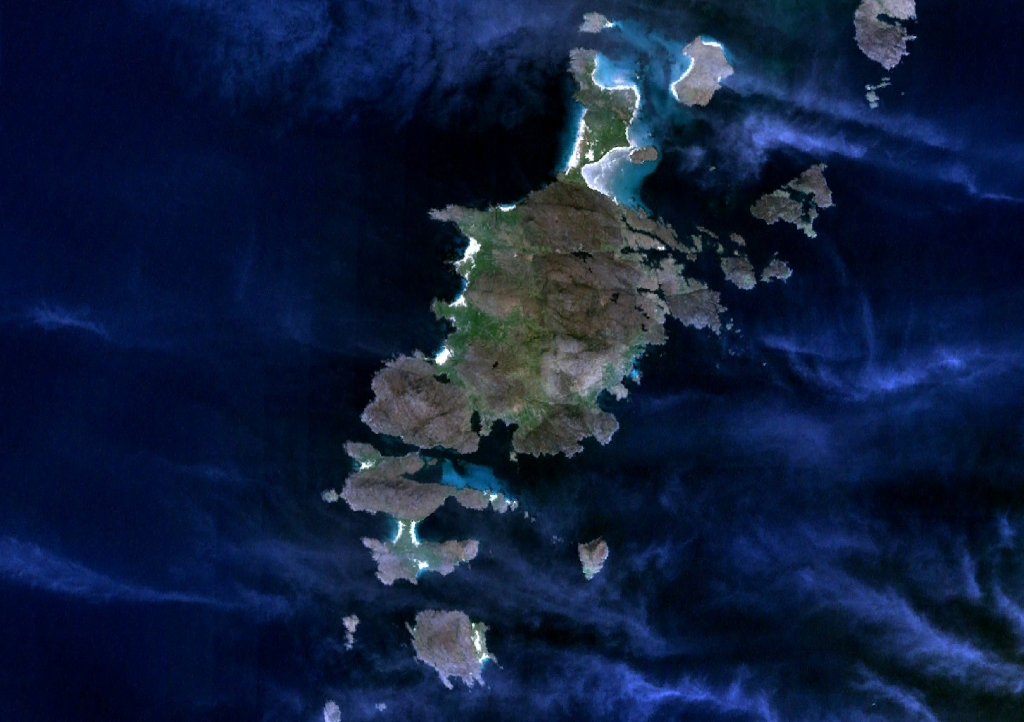
Barra, Vatersay és a környező szigetek műholdképe

A 2001-es népszámlálás idején az állandó lakosok száma 1.078 volt, többségük római katolikus vallású. Barra területe 58,75 km², a legnagyobb település Castlebay (Bàgh a' Chaisteil). 
A sziget nyugati oldalát fehér homokos tengerpart határolja, mögötte nagy kagylóhéj tartalmú, termékeny, gyepes legelővel, keleten pedig számtalan sziklás szigetecske található.
Kisimul vára (Kisimul Castle) a castlebay-i öbölben, egy kis szigeten helyezkedik el, innen ered a Castlebay név. Barra legkiemelkedőbb pontja a Heaval. A felfelé vezető út felénél találjuk a Tenger Miasszonya emlékművet, Mária és a Gyermek fehér márványból faragott ábrázolását.
Érdeklődésre tarthat még számot egy romos templom és múzeum Cille Bharra településen, több vaskori broch (csak Skóciára jellemző kerek kőépület) Dùn Chuidhir és An Dùn Bàn közelében és más vaskori, valamint a későbbi korokból származó maradvány, melyeket a közelmúltban tártak fel.

## Történelem
Az írországi O'Neillek leszármazottai, a MacNeilek, szoros szálakkal kötődnek a szigethez.
Ross grófja, Alexander of Islay, aki a szigetek ura volt, adományozta Barrát 1427-ben a MacNeill-klánnak. Egészen 1838-ig megtartották, ám ekkor Roderick MacNeil, a 40. családfő, eladta a szigetet Gordon of Cluny tábornoknak. Gordon a lakosok legtöbbjét elűzte, hogy több tere legyen a juhtenyésztésnek. A hontalan szigetlakók közül egyesek a skót szárazföldre, mások az Amerikai Egyesült Államokba vagy Kanadába vándoroltak. Barra 1937-ben került vissza a MacNeil-család tulajdonába, mikor a Barra-birtokot, mely felölelte csaknem az egész szigetet, megvásárolta egy amerikai építész, Robert MacNeil, aki a klán 45. főnöke volt.
2003-ban a Barra-birtok tulajdoni jogát Ian MacNeil átadta a skót kormánynak. Ha igénylik, a terület a jövőben a szigetlakók birtokába kerülhet. MacNeil, a 46. klánfőnök még 2000-ben átadta Kisimul várát a Historic Scotland nevű szervezetnek.
2007 májusában a Channel 4 televíziócsatorna forgatócsoportot küldött Allasdale falucskába, hogy a homokdünék között a viharok által korábban napvilágra hozott bronzkori temetkezési helyeket, valamint a vaskorból származó kör alakú házakat megvizsgálják. Az erről szóló műsort a csatorna 2008 januárjában sugározta.

## Média és művészetek

Barra zászlaja.

A Fèis Bharraigh nevű – a gael nyelv, irodalom, zene és kultúra felvirágoztatását zászlajára tűző – mozgalom minden nyáron egybegyűjti a sziget lakóit egy fesztiválra, melynek központi témája a hagyományos és modern skót zene tanulása és művelése. 2007-ben a Fèis Bharraigh útjára indította a Barrafest nevű, hétvégi zenei fesztivált, melynek helyszíne Tangasdale tengerpartja.
Castlebay-ben található a Dualchas Heritage and Cultural Centre.
1949-ben Barra szigetén forgatták a Whisky Galore! című vígjátékot. A film a szigeten élt és Cille Bharra településen eltemetett Compton Mackenzie hasonló című regénye alapján készült.

## Sport
Barra ad otthont a Barrathon nevű, évente megrendezett félmaratoni futóversenynek. A következő esemény tervezett időpontja 2010. július 3. A verseny része lesz a Nyugati-szigetek félmaratoni versenysorozatának. Általában különféle, rövidebb távú, családi versenyek is társulnak a fő futószámhoz. Több jótékony célú eseményt is rendeznek a versenyek mellett, többek között a ceilidh nevű tradicionális táncmulatságot Bhatarsaigh szigetén.
Barrán évente megrendezik a felföldi játékokat.
A szigeten működő golf klub, a Comunn Goilf Bharraidh, egy kilenclyukas versenypályával rendelkezik, erről azt állítják, hogy a legnyugatibb pálya az egész Egyesült Királyságban. Az igazság azonban az, hogy e címért versenyben van az észak-írországi Enniskillen melletti versenyhelyszínnel.
A turisták részt vehetnek tengeri kajakozáson vagy siklóernyőzésen is. Ugyancsak jó alkalom kínálkozik a horgászszerencse kipróbálására. 2009 tavasza óta lehetőség van a tereplovaglásra is a ritka, őshonos, eriskay-i pónik nyergében.
Évente kerül sor arra a versenyre is, melyen a résztvevőknek fel kell futni a sziget legmagasabb pontjára a Heavelre, majd onnan vissza Castlebay főterére.

## Közlekedés
Európában egyedülálló az aprócska Barra Airport Northbay közelében, mely az An Tràigh Mhòr (Nagy tengerpart) nevű partszakaszt használja kifutópályaként. A repülőgépek csak apály idején tudnak fel- és leszállni, ezért a menetrend változó. Barra repülőtere az egyetlen a világon, mely menetrendszerű gépeket fogad a parti homokon. A Loganair légitársaság jelenleg de Havilland Canada DHC–6 Twin Otter típusú gépeket közlekedtet Glasgow és Benbecula felé. Vasárnap nem repülnek a gépek. A tengerparton kagylók is találhatók.
A sziget legjelentősebb kompkikötője Castlebay, melyből a skót szárazföldön lévő Oban és a South Uist (Uibhist a Deas) szigetén található Lochboisdale (Loch Baghasdail) felé indulnak átkelőhajók. Az út Obanból csaknem öt óráig tart.
Közlekedik még egy járműveket is szállító komp az Eriskay (Èirisgeigh) szigetén lévő Ceann a' Gharaidh és a barrai Ardmore (An Àird Mhòr) között is. Ez az utazás 40 percet vesz igénybe.
Mindkét járatot a Caledonian MacBrayne társaság üzemelteti.
Nyaranta hajókirándulásokat tehetünk Mingulay szigetére és kisebb vízi járműveken juthatunk el Kisimul várához.

## Ipar és idegenforgalom
A castlebay-i Hebridean Toffee Factory egyike a kevés barrai termelő vállalkozásnak.
A northbay-i halfeldolgozó a sziget gazdaságának legfontosabb szereplője.
Egy új – évi 25 000 liter kapacitású – whisky-lepárló üzembe helyezését tervezik Borve településen, a sziget nyugati részén. Ha működni fog, Skóciában a kisebbek közé tartozik majd, azonban a Külső-Hebridák második legnagyobb lepárlója lesz.
A szigetlakók fő bevételi forrása az idegenforgalom. A főszezon májustól szeptemberig tart. Évente látogatók ezrei keresik fel a szigetet, a legnagyobb forgalom a júliusi Fèis Bharraigh & BarraFest fesztivál idejére esik.

## Képtár

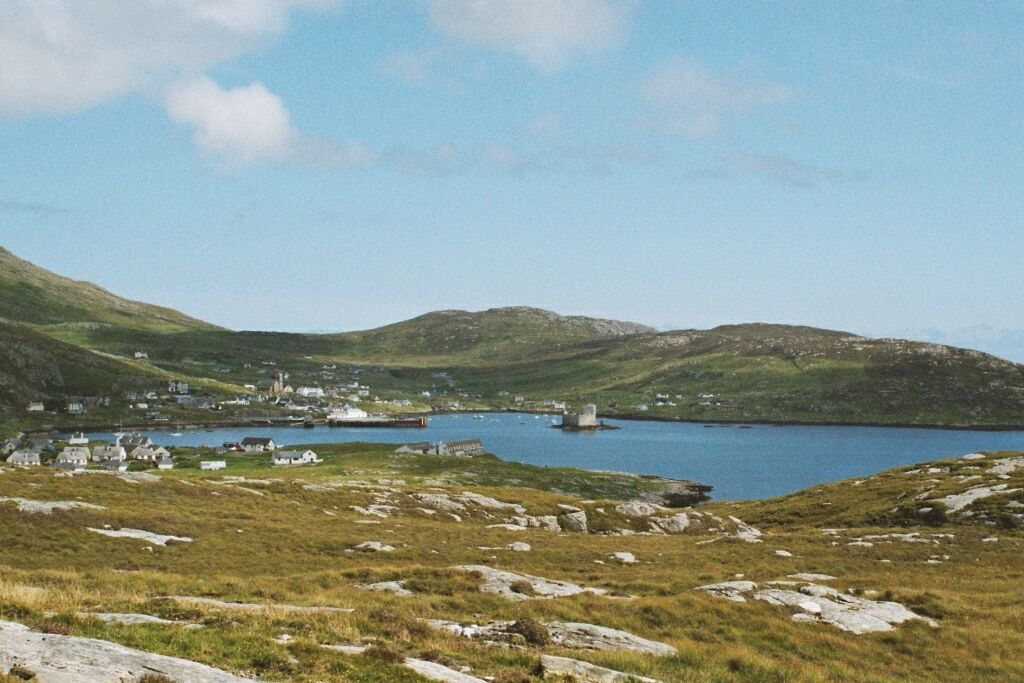
Castlebay, Barra
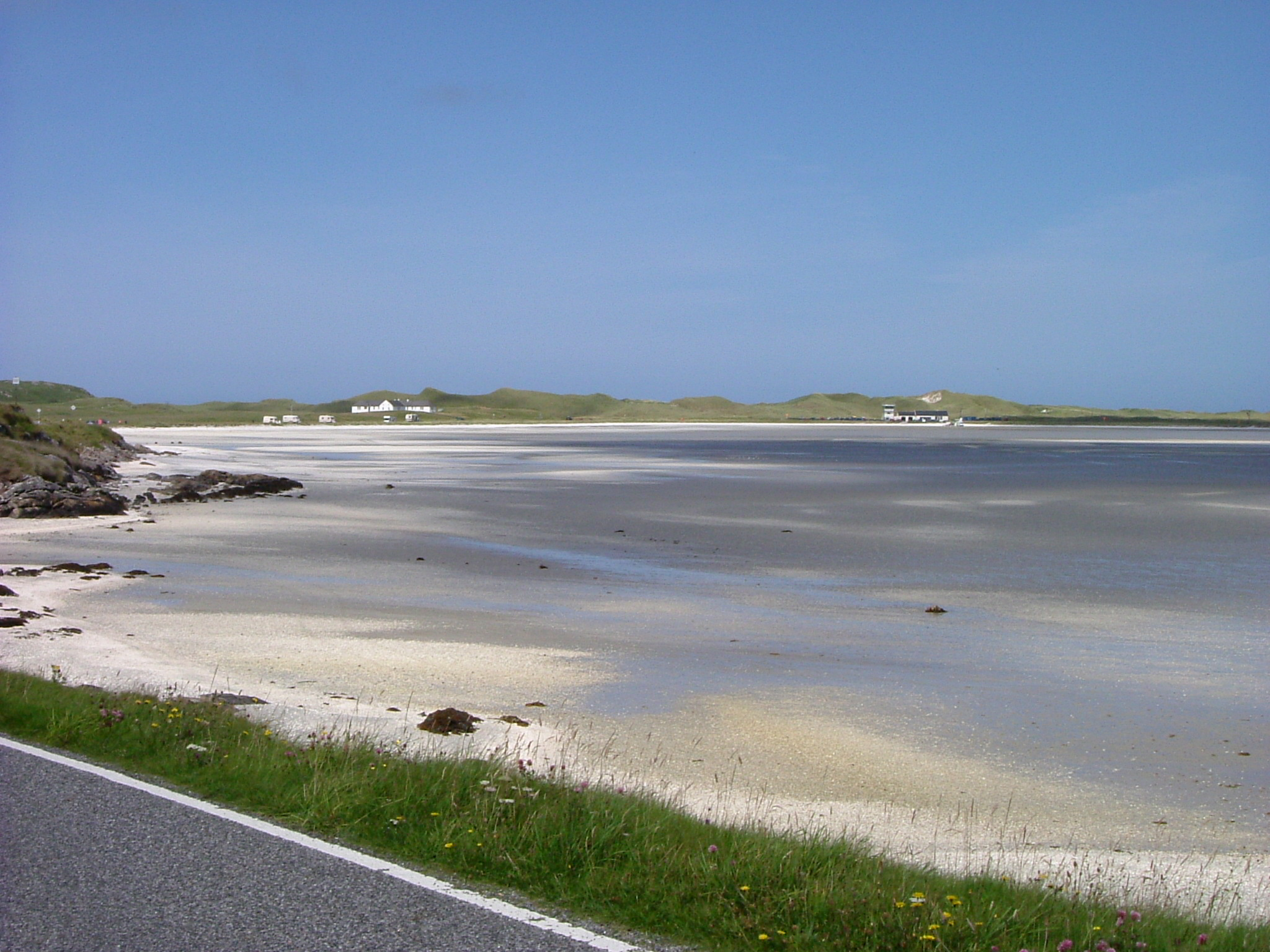
A repülőtér homokja
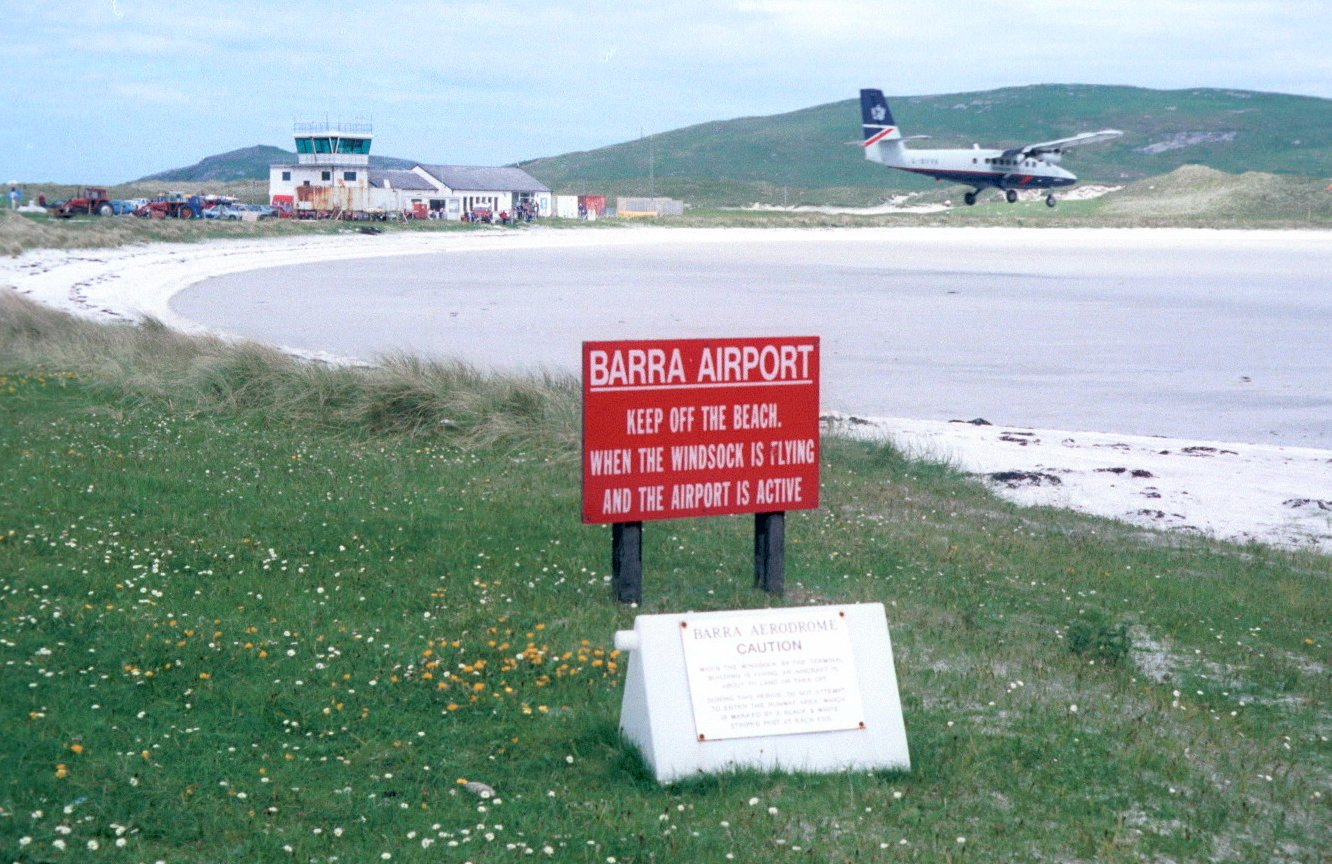
Barra Airport
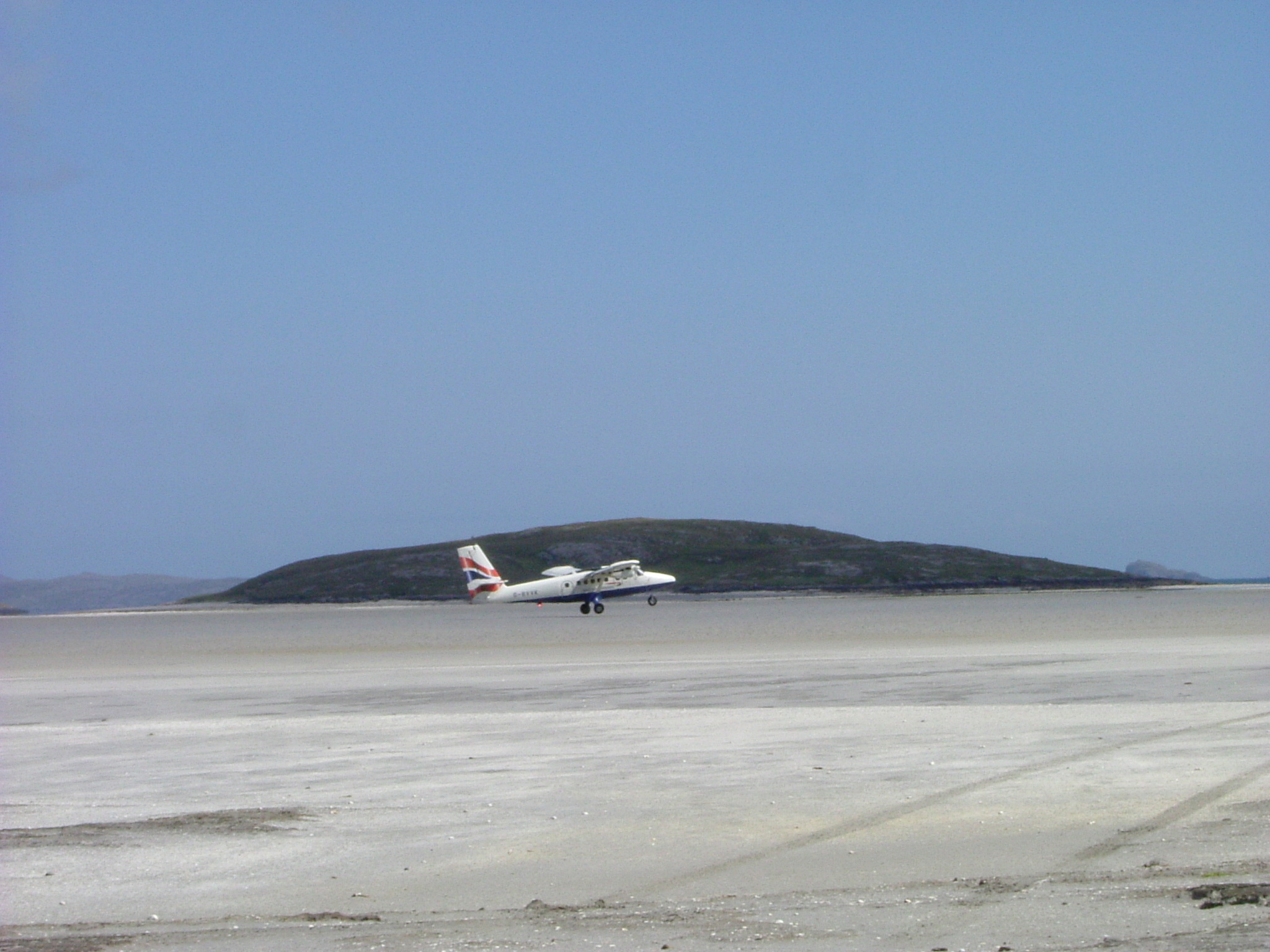
A Twin Otter felszáll a parti repülőtérről
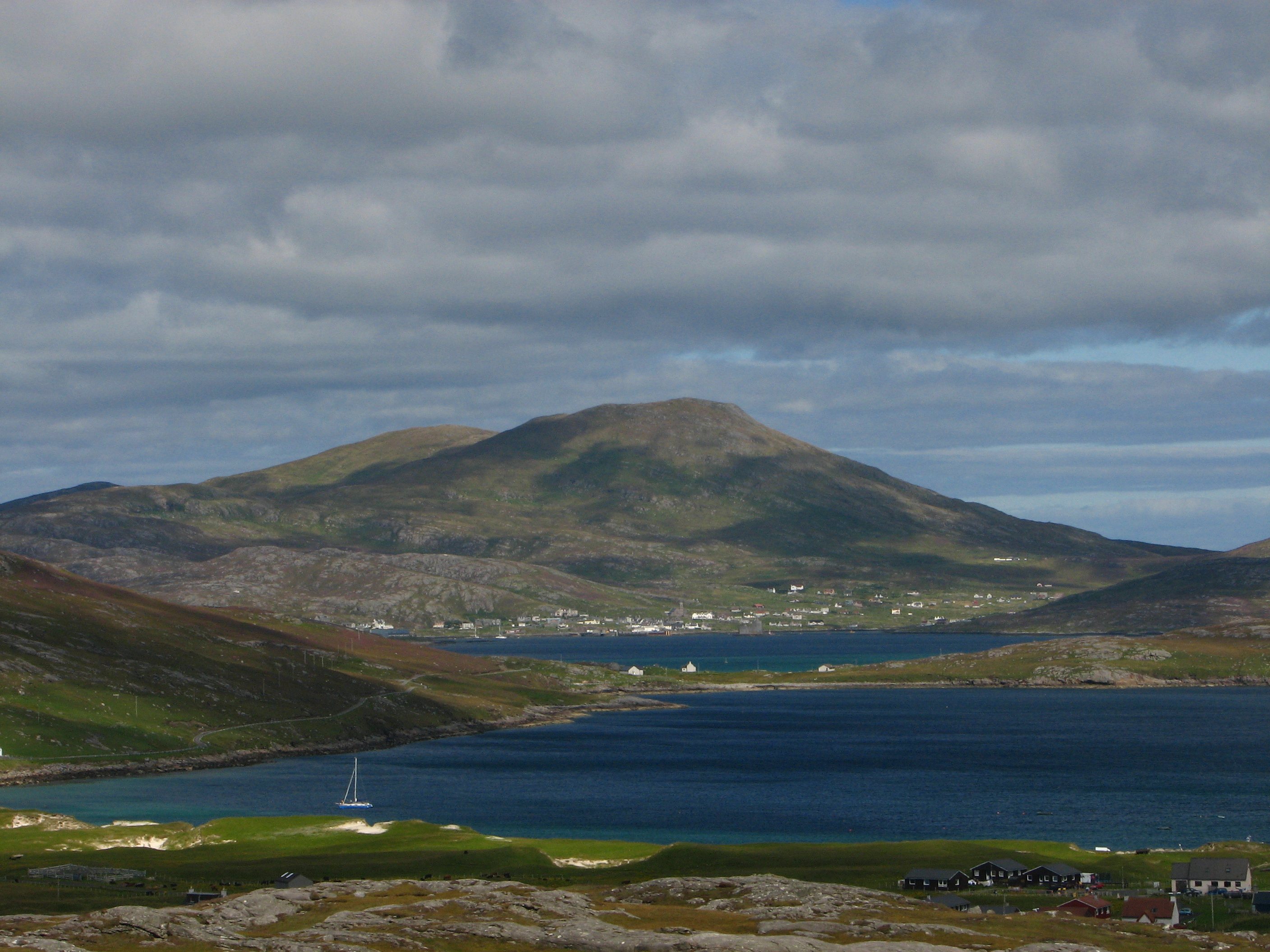
Castlebay és a Heaval, Vatersay-ről nézve

## Fordítás
- Ez a szócikk részben vagy egészben  a   Barra című angol Wikipédia-szócikk ezen változatának fordításán alapul.  Az eredeti cikk szerkesztőit annak laptörténete sorolja fel. Ez a jelzés csupán a megfogalmazás eredetét és a szerzői jogokat jelzi, nem szolgál a cikkben szereplő információk forrásmegjelöléseként.